# Saint-Maurice-la-Souterraine
Saint-Maurice-la-Souterraine är en kommun i departementet Creuse i regionen Nouvelle-Aquitaine i de centrala delarna av Frankrike. Kommunen ligger i kantonen La Souterraine som tillhör arrondissementet Guéret. År 2022 hade Saint-Maurice-la-Souterraine 1 126 invånare.

## Befolkningsutveckling
Antalet invånare i kommunen Saint-Maurice-la-Souterraine
Referens:INSEE